# 헝 의회
헝 의회 ( -議會, hung parliament)란 영국을 비롯한 의원내각제 정부 체제에서 의회 (입법부) 내에 과반을 차지한 단일 정당 (또는 정당끼리 연대한 연합)이 없는 상태를 말하는 구어체 표현이다. 영어권에서는 '균형 의회' (balanced parliament) 나 '비장악 입법부' (legislature under no overall control) 라고도 알려져 있다. 입법부가 양원제이고, 정부가 하원에서만 책임을 질 경우에는 그 하원에서만 '헝 의회'라는 표현을 사용한다. 의원내각제의 목적은 의회 내에서 가급적 차기 총선까지 유지되는 안정된 정부를 수립할 수 있도록 하는 것이다. 안정된 정부는 정부가 중요한 법안들, 그 중에서도 특히 정부 예산안을 통과시킬 충분한 찬성표를 원내에서 모을 수 있도록 하는 것이 필요하다. 또한 내각 불신임안을 저지할 충분한 찬성표도 필요하다. 의회가 이런 과반 내각을 구성할 수 없는 상태라면, 그 내각은 소수당 정부(소수정부)라고 부른다. '헝 의회'라는 용어는 주로 양당이나 양당 연합 체제에서 사용된다. 이러한 체제에서는 대부분의 총선 결과가 한쪽 또는 다른쪽 정당이 과반을 차지한 것으로 나오고 그래서 새 내각을 빠르게 수립할 수 있는데, '헝 의회'는 이런 구조에서 예외인 경우로 이례적이거나 원치 않은 것으로 여겨지기도 한다. 헝 의회가 되었다면 하나나 두 주요 정당이 소수당인 제3당과 함께 연립 정부를 구성하거나 제3당 혹은 무소속 의원들과의 신임공급 협약에 의존한 소수당 정부를 구성하게 된다. 이러한 지원들을 하지 못한다면 마지막 수단으로 의회 해산과 조기 총선이 이뤄질 수 있다.
비례대표제로 선출되는 다당제 입법부라면 한 정당이 완전한 과반 의석을 획득하는 것이 드문 일이기 때문에, '헝 의회'인 상태가 일반적이며 그 용어는 거의 사용되지 않는다. 하지만 완전 과반을 차지한 정당 간의 연합이 생기지 않은 선거를 가리킬 때에 '헝 의회'라는 말을 사용하기도 하는데, 그 예로는 2005년 독일 총선을 들 수 있다.

## 같이 보기
- 네지레 국회